# Biserica de lemn din Cornești, Gorj

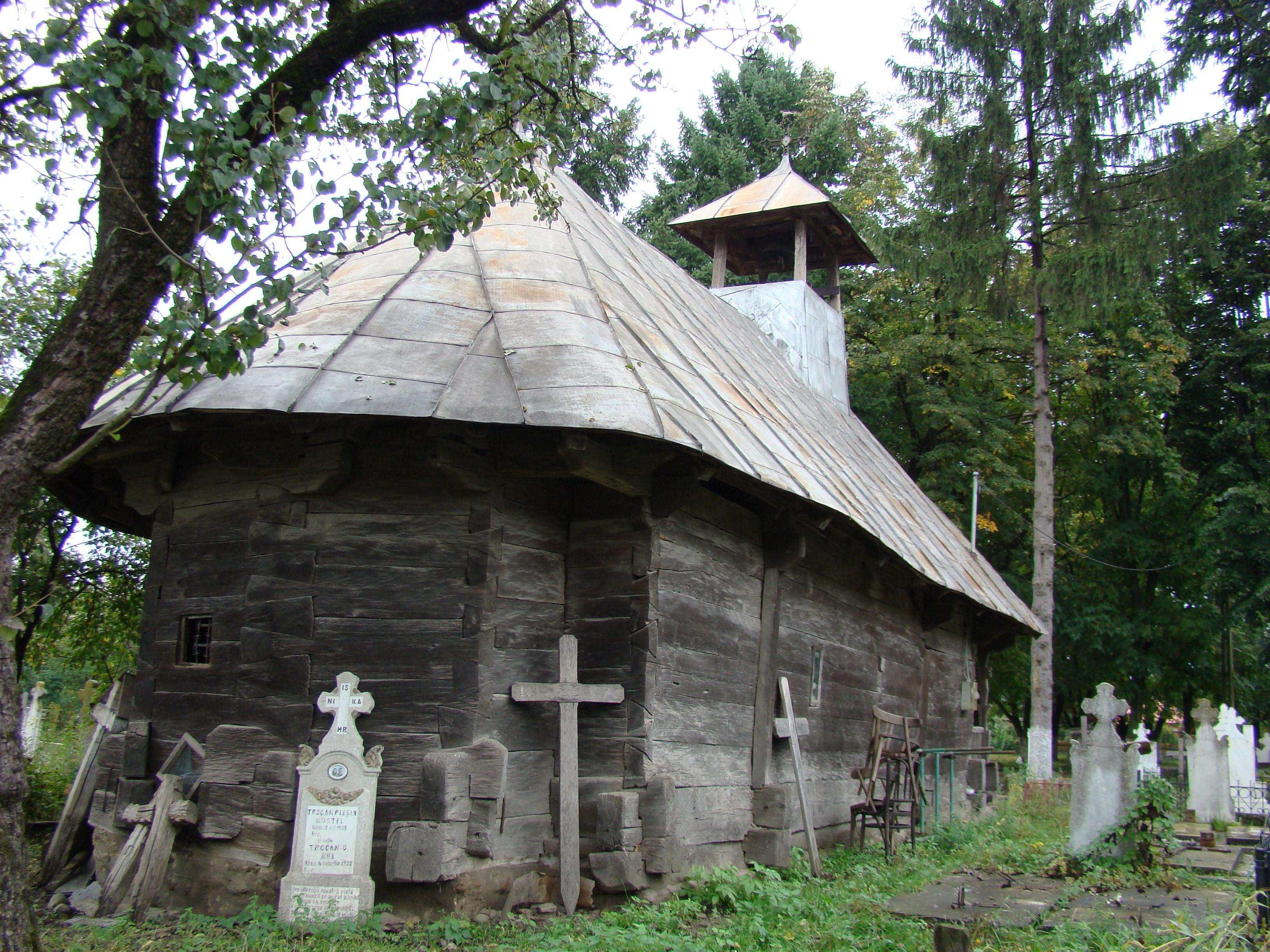
Biserica de lemn „Sfântul Dumitru” din Corneşti, comuna Băleşti, județul Gorj, foto: septembrie 2009.

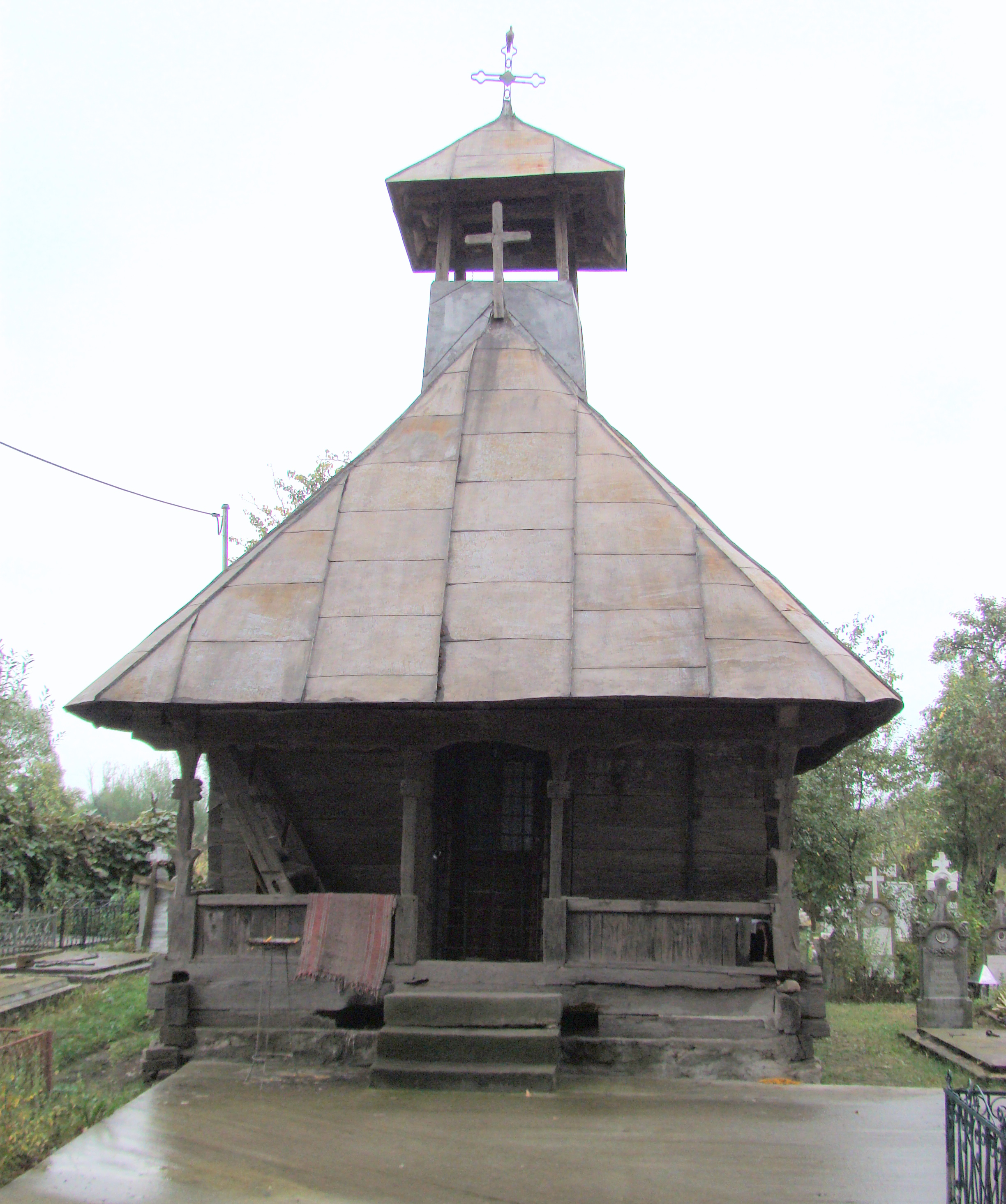
Biserica (vest)

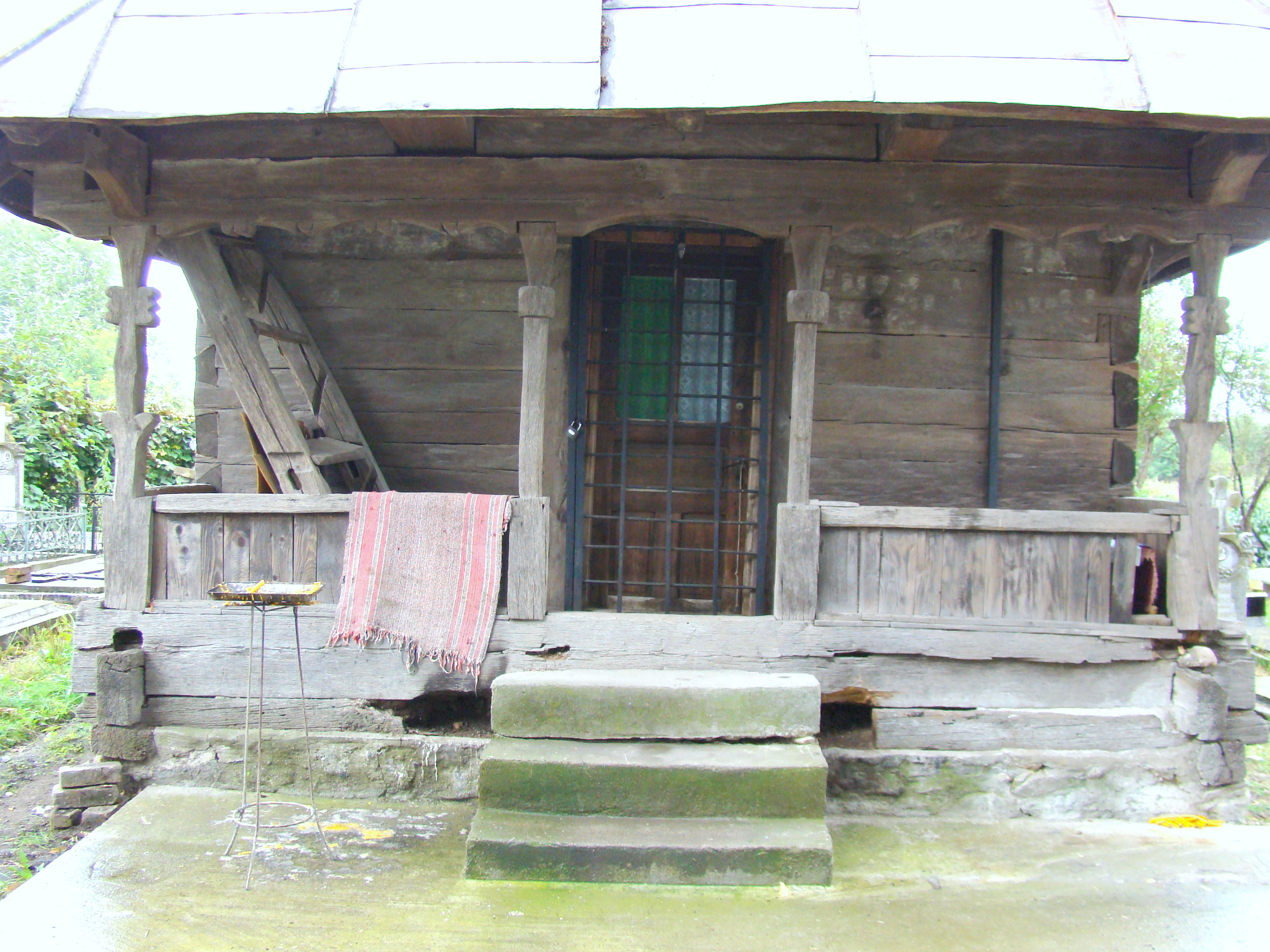
Prispa

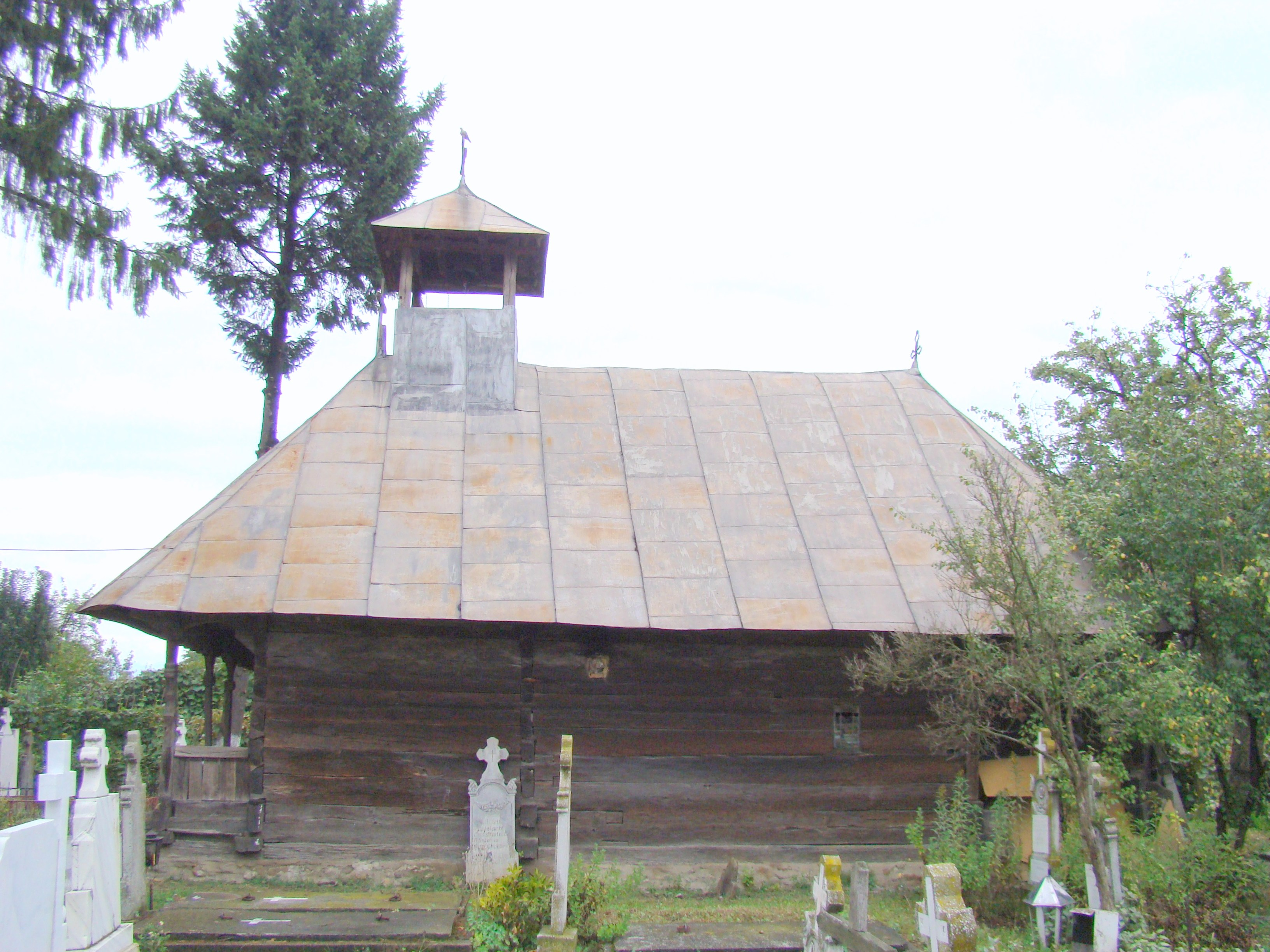
Biserica (sud)

Biserica de lemn din Cornești, comuna Bălești, județul Gorj, a fost construită în jur de 1846 . Are hramurile „Sfântul Dumitru” și „Adormirea Maicii Domnului”. Biserica se află pe noua listă a monumentelor istorice sub codul LMI:  GJ-II-m-B-09285.

## Istoric și trăsături
Este rezultatul refacerii, în 1846, a bisericii anterioare, de la mijlocul veacului al XVIII-lea (tradiția spune că biserica de la 1750 a ars). Pronaosul inițial, de 1,82 m, a fost cuprins în naos, mărindu-se spațiul spre vest cu un nou pronaos, acoperit cu tavan drept și clopotniță deasupra. Nava, originară, are o singură cerime. Elevația altarului este formată dintr-o boltă semicilindrică, racordată la traseul pereților printr-un timpan înclinat pe est și un tavan drept peste pronaos. Biserica se remarcă prin reușita îmbinărilor în coadă de rândunică de la întâlnirea pereților, pitorescul construcției fiind însă diminuat de învelitoarea de tablă a acoperișului. Prispa îngustă are fruntarul crestat și două modele de stâlpi.
Decorația pictată cuprinde martori din diferite etape. O icoană cu reprezentarea lui Iisus Hristos, provenită de la ctitoria anterioară, era semnată de „diaconu Nicola zugrav ot ...”. Registrul împărătesc de icoane pare a data din prima jumătate a secolului al XVIII-lea. Pe una dintre ele se consemnează: „aceste patru icoane au plătit Jupâneasa Ocăsi în tl.14 și jumătate, cu tot neamul”. Elementele de tâmplă din pronaos: fragment dintr-o friză de medalioane cu mucenițe, icoane, panouri decorative, sunt de la mijlocul secolului al XIX-lea. Tâmpla actuală, pictată în tradiție brâncovenească, pare a fi o mărturie artistică rămasă de la popa Dumitru Zugravu, din anii de mijloc ai deceniului șapte al secolului al XIX-lea. Se remarcă ușile împărătești, cu Buna Vestire pe un amplu fundal arhitectonic, decorul în stuc al aureolelor, panourile zugrăvite cu flori în glastre.

## Imagini din exterior

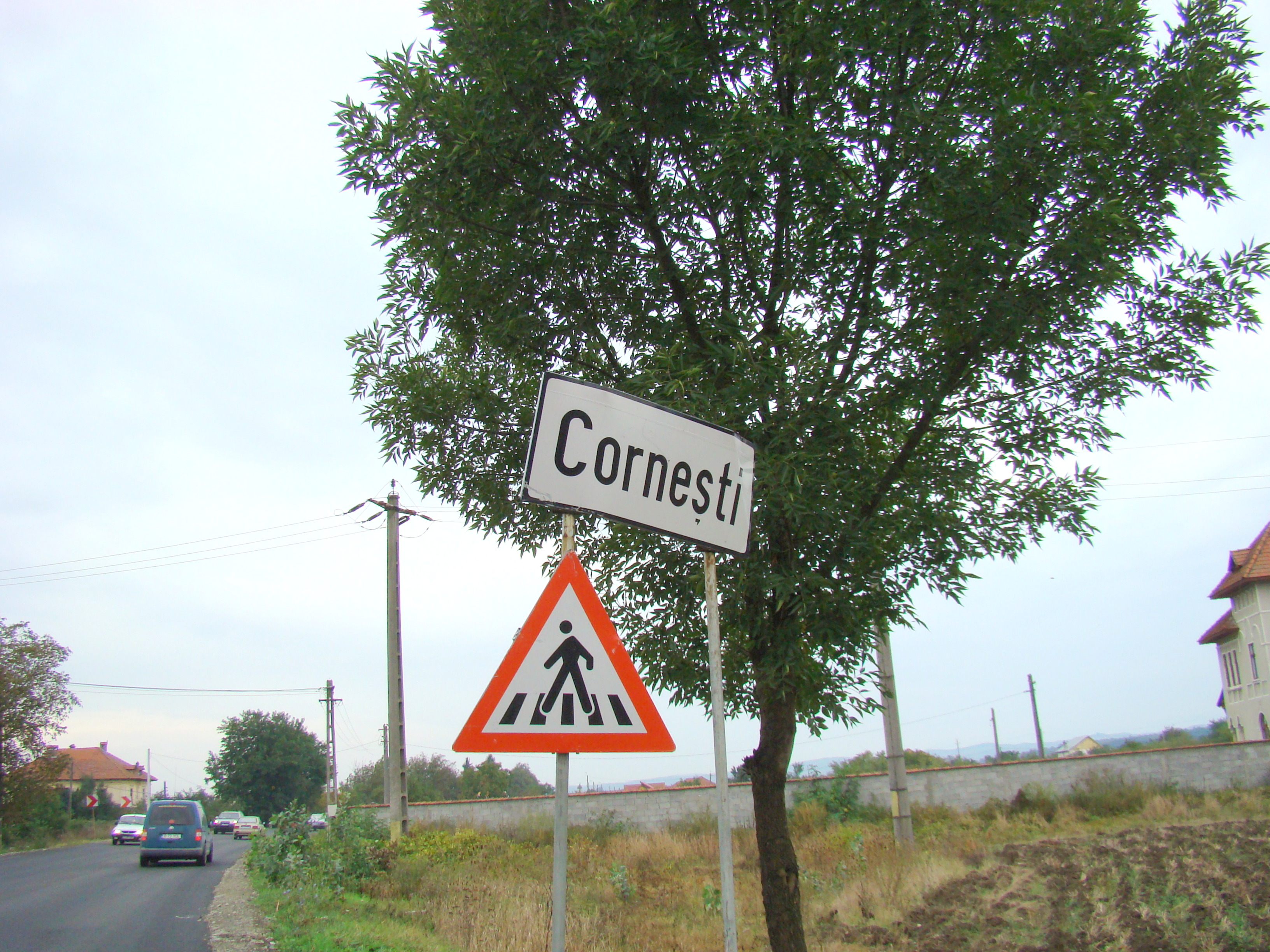
Intrarea în localitate
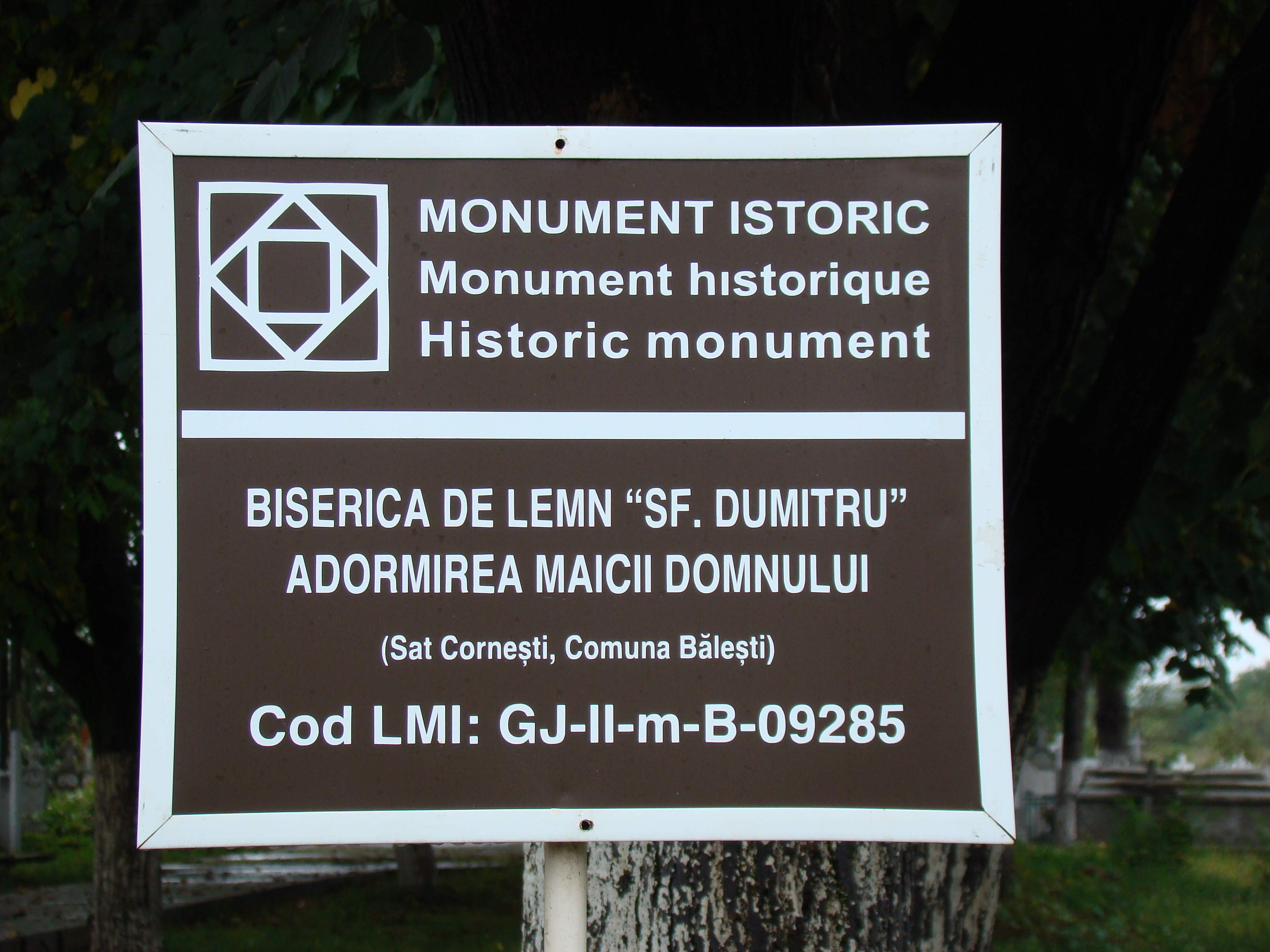
Tablă de monument
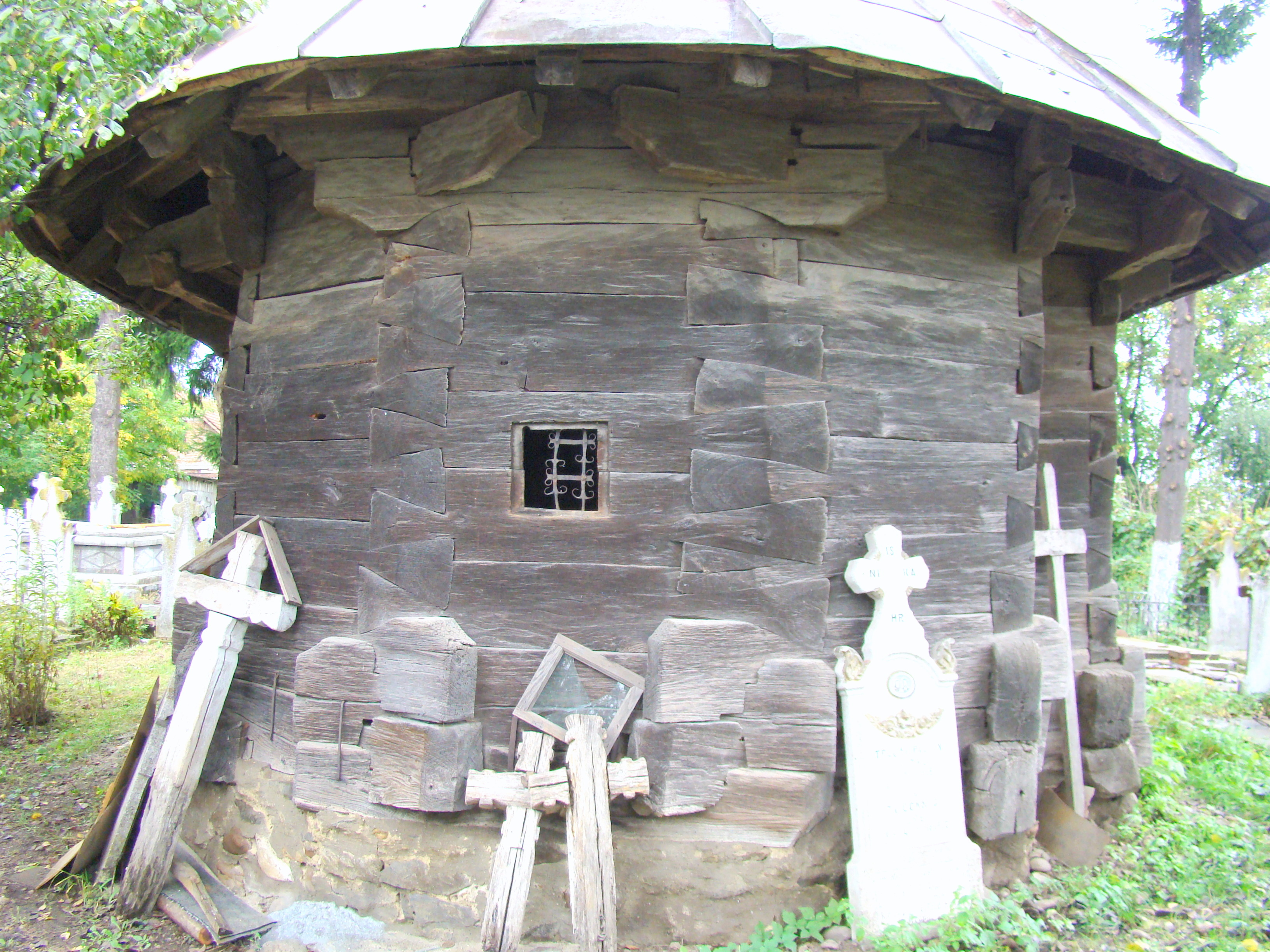
Absida altarului
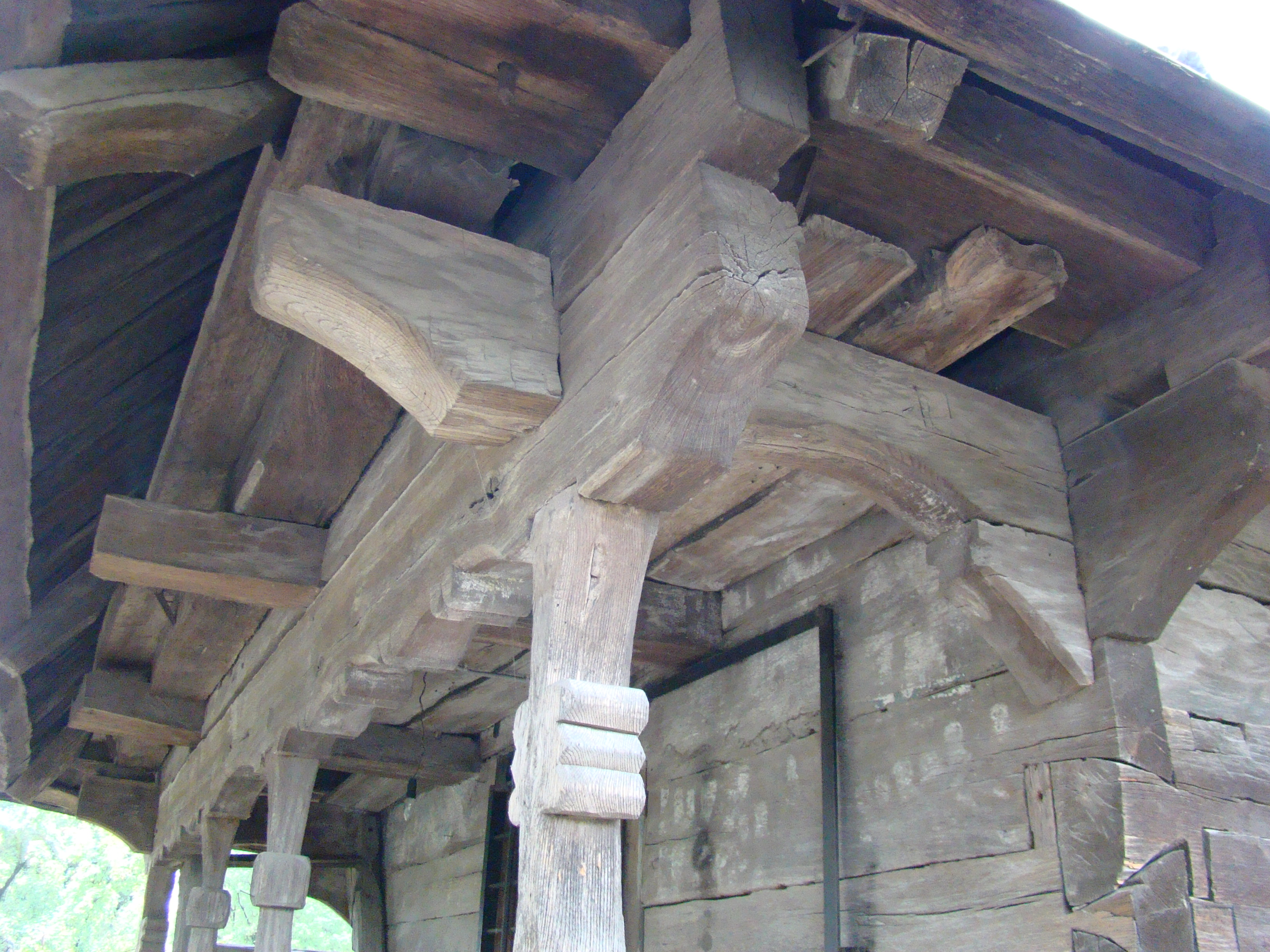
Stâlp şi console la pridvor
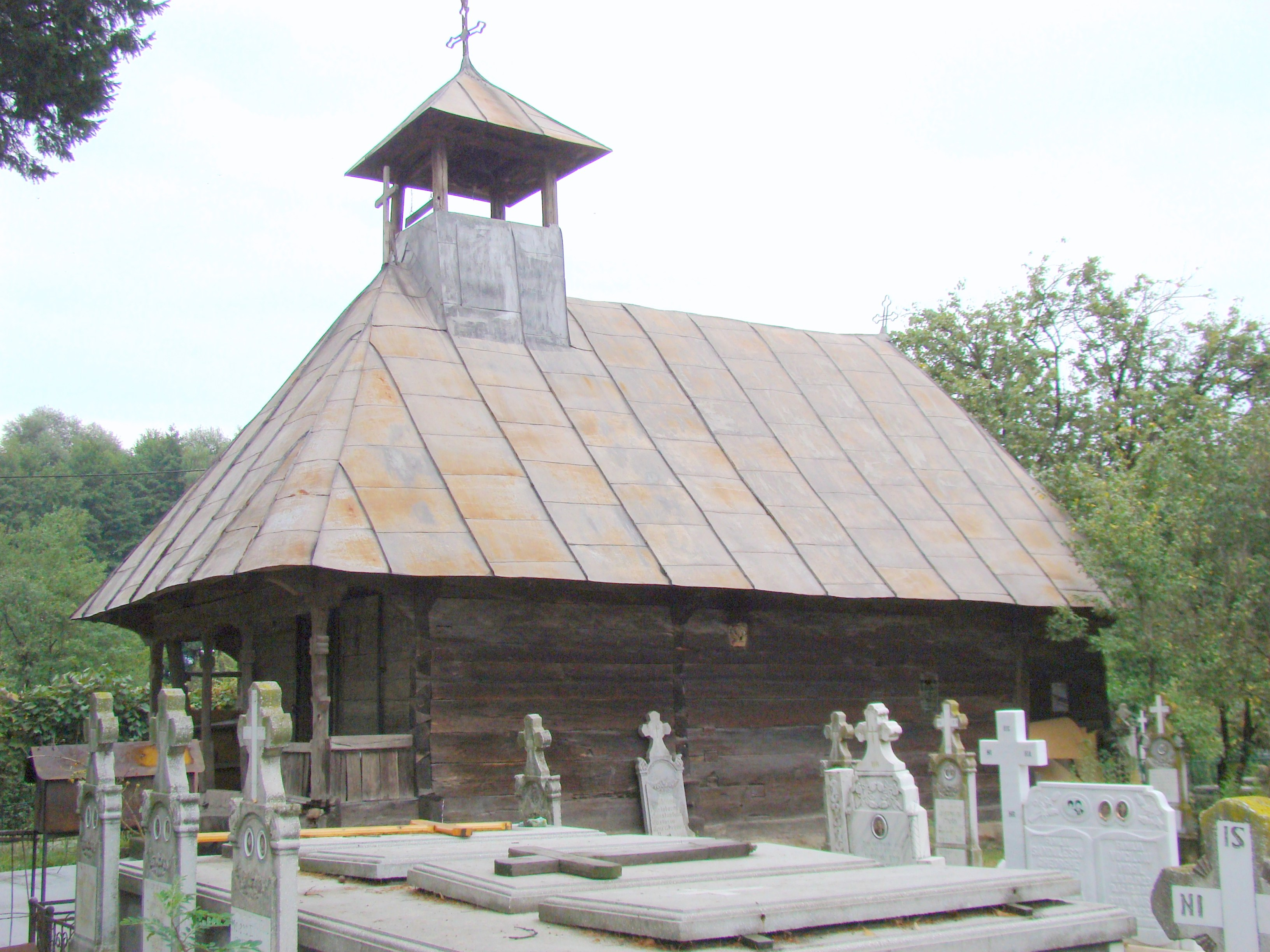
Biserica (sud)
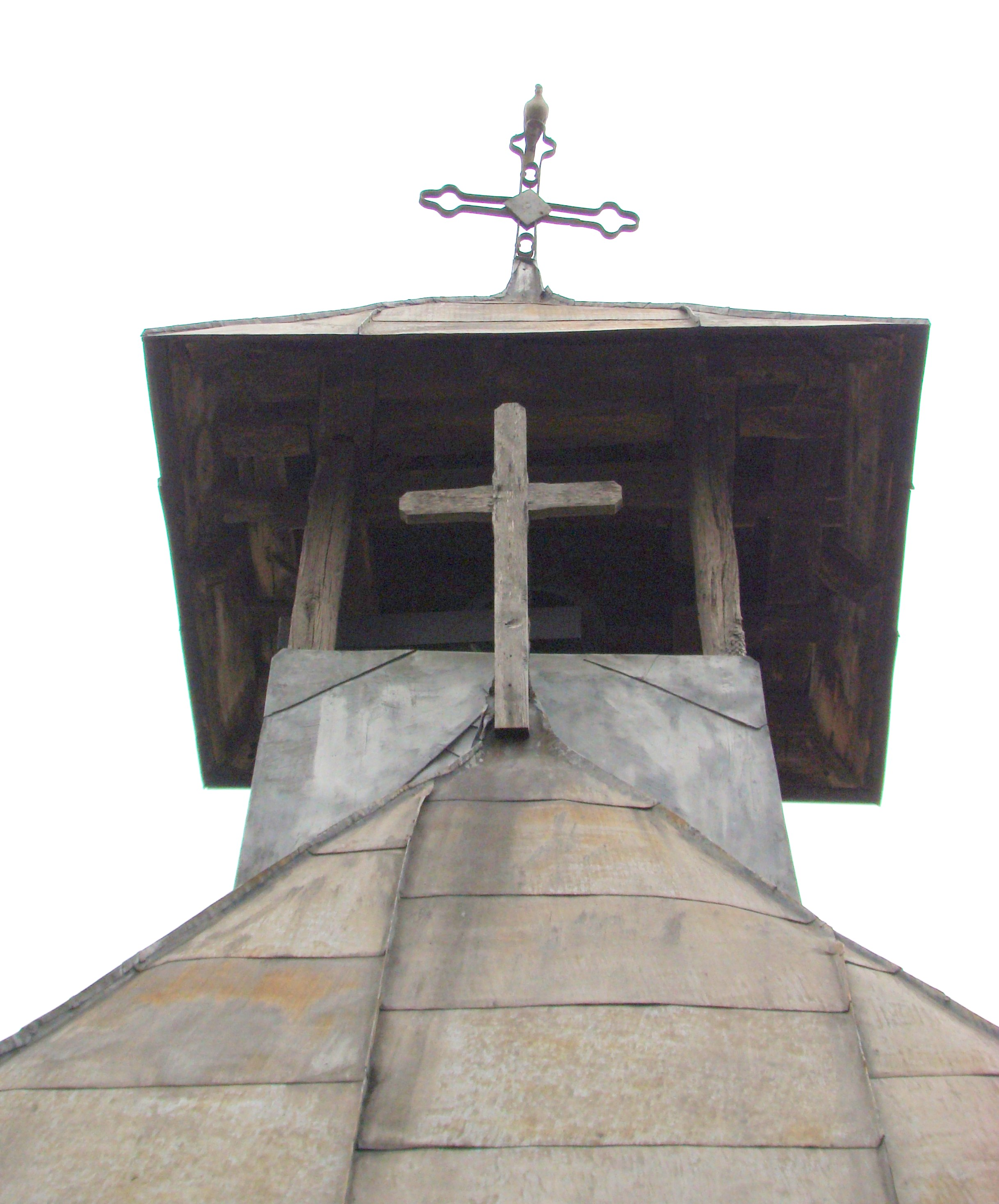
Turnul-clopotniţă
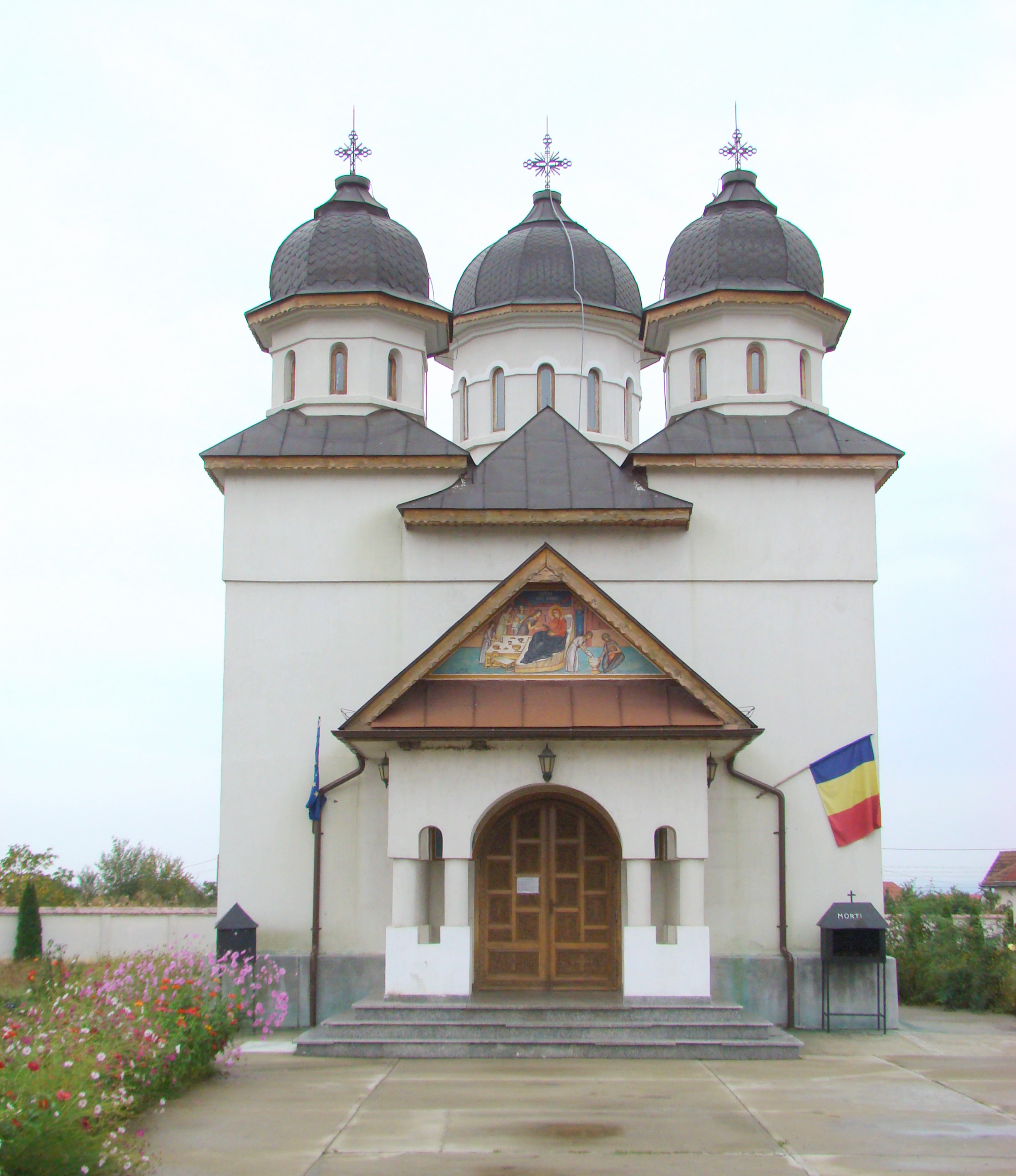
Biserica nouă de zid
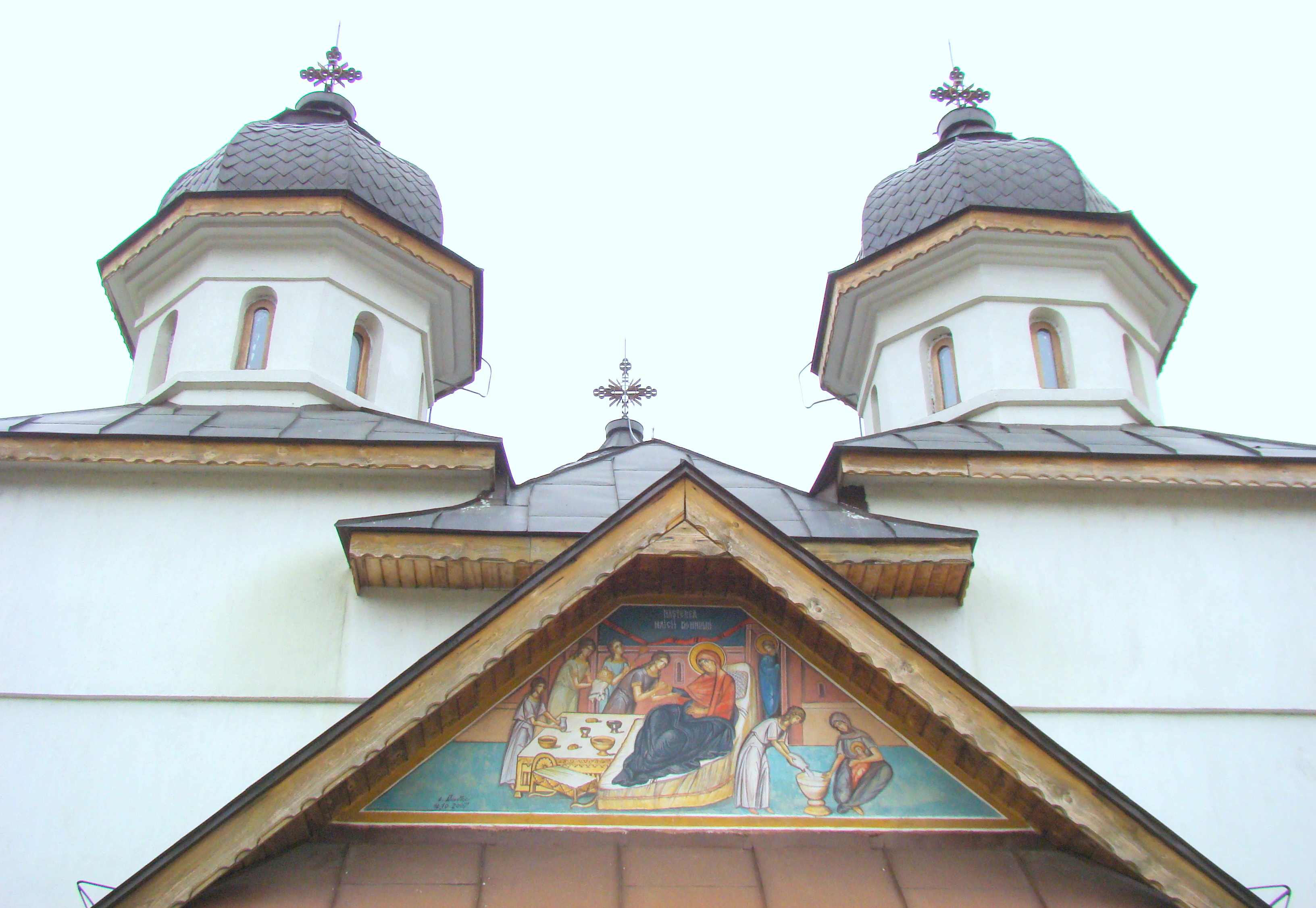